# Cedar Bluff, Alabama
Cedar Bluff là một thị trấn thuộc quận Cherokee, tiểu bang Alabama, Hoa Kỳ. Dân số năm 2009 là 1635 người, mật độ đạt 125 người/km².